# قوچ‌ها (فیلم ۲۰۲۰)
قوچ‌ها (به انگلیسی: Rams) فیلمی محصول سال ۲۰۲۰ و به کارگردانی جرمی سیمس است. در این فیلم بازیگرانی همچون سم نیل، مایکل کوتون، میراندا ریچاردسون، اشر کدی و وین بلر ایفای نقش کرده‌اند.